# منزل أتبرا
منزل أتبرا (بالإنجليزية: Atbara House) هو مبنى تاريخي يقع في منطقة تامان سيراسيه في سنغافورة. بُني في عام 1898، ويُعد أقدم منزل تم بناؤه في سنغافورة على الطراز المعماري الاستعماري، وهو اليوم يُستخدم كمقر إقامة المفوض السامي البريطاني لدى سنغافورة.

## التاريخ
تم بناء منزل أتبرا في عام 1898، وكان أول منزل يُشيد باستخدام الخرسانة المسلحة في سنغافورة. صممه المهندس المعماري البريطاني ريغينالد أ. بوبهام (Reginald A.J. Bidwell)، الذي كان يعمل في شركة سوان آند ماك لارين المعمارية الشهيرة، وقد عُرف التصميم بجمعه بين الأسلوب المعماري الاستعماري البريطاني والتفاصيل المحلية.
سُمّي المنزل بهذا الاسم تيمّنًا بـمعركة أتبرا التي وقعت في السودان عام 1898، وهي معركة شهيرة خاضتها القوات البريطانية والمصرية ضد المهديين. وقد أُطلق الاسم تخليدًا للنصر البريطاني في تلك الحملة.

## الاستخدامات
منذ بنائه، استُخدم منزل أتبرا كمقر إقامة رسمي للعديد من المسؤولين البريطانيين. وبعد استقلال سنغافورة، استمر استخدامه كمقر رسمي لإقامة المفوض السامي البريطاني، مما جعله أحد رموز العلاقة التاريخية بين المملكة المتحدة وسنغافورة.

## الطراز المعماري
يعكس المنزل الطراز الاستعماري البريطاني المتكيف مع المناخ الاستوائي، حيث يتميز بما يلي:
- شرفات واسعة
- أسقف عالية مائلة
- نوافذ كبيرة ذات مصاريع تهوية
- استخدام الخرسانة المسلحة في وقت مبكر

وقد خضع المنزل لعدة عمليات ترميم للمحافظة على طابعه التاريخي مع إدخال بعض التعديلات الداخلية لتحديث مرافقه.

## الوضع الحالي
يُعد منزل أتبرا اليوم جزءًا من التراث الوطني غير الرسمي في سنغافورة، ويُستخدم حاليًا كمقر إقامة المفوض السامي البريطاني، ويُعد من الأمثلة البارزة على العمارة الاستعمارية المحفوظة في البلاد.